# Hans Tombrock

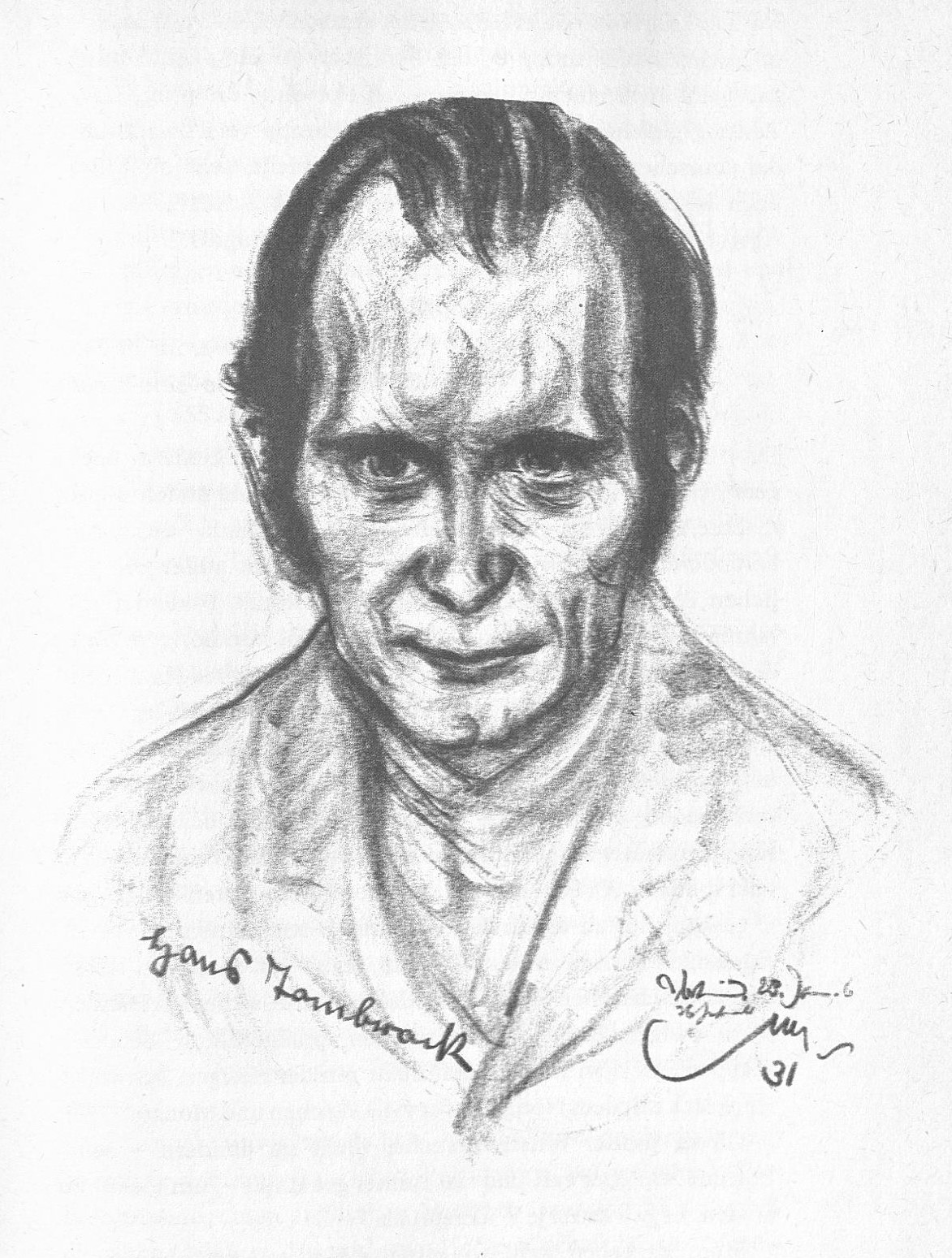
Emil Stumpp: Hans Tombrock (1931)

Hans Tombrock (* 21. Juli 1895 in Benninghofen; † 18. August 1966 in Stuttgart) war ein deutscher Maler.

## Leben

### Herkunft und Ausbildung
Tombrocks Vater Joseph war Kesselschmied, später Bergmann. Er stammte aus Düren, seine Frau Christina aus Bad Wünnenberg. Die Eltern heirateten 1875 in Hörde. Er wurde als jüngstes von sechzehn Geschwistern geboren und auf den Namen Christian Johann Rudolph getauft. Johann verkürzt zu Hans wurde sein Rufname. Tombrock war sechsmal verheiratet und hatte sieben Kinder aus diesen Ehen.
Mit vierzehn Jahren begann er eine Ausbildung als Anstreicher, die er nach einer Woche abbrach. Danach fand er in einer Zeche Arbeit. Als Pferdejunge, Schlepper und Gehilfe des Reparaturhauers fuhr er mit sechzehn Jahren in die Grube ein. Hier fing Tombrock an zu zeichnen. Seiner Arbeit in der Zeche entfloh Tombrock mehrfach. Er ging nach Hamburg, Bremerhaven und Antwerpen und wurde Schiffsjunge. Mit achtzehn Jahren heuerte er auf einem Lloyddampfer an und fuhr nach Amerika.
Zu Beginn des Ersten Weltkrieges meldete sich Tombrock freiwillig zur Marine. Er kam zum Marinekorps in Flandern. 1918 desertierte er und wurde Teilnehmer der Novemberrevolution in Kiel. Am Ende des Krieges trat er der Kommunistischen Partei bei. Arbeit fand er im Hörder Hüttenwerk Phönix. Seine Arbeit verlor er jedoch aufgrund politischer Reden, die als aufwieglerisch galten. Während der Unruhen 1919 wurde er als Spartakistenführer verhaftet. 1920 nahm er an den bewaffneten Kämpfen gegen den Kapp-Putsch teil und marschierte mit der Roten Ruhrarmee in Dortmund ein. Anschließend wurde er zu einer langen Haftstrafe verurteilt. Diese soll er verkürzt haben, indem er sich als Spitzel der Reichswehr zur Verfügung gestellt haben soll. Jedoch relativiert der Schriftsteller und Maler Heinz Georg Podehl (* 1919 in Rastenburg) diese Aussage in seinem Buch Hans Tombrock. Der Maler aus Hörde, in dem er auf weitere Widersprüche der damaligen Medien und der Aussagen weiterer KPD-Mitglieder dieser Zeit hinweist.
Sein Nachlass befindet sich im Fritz-Hüser-Institut für Literatur und Kultur der Arbeitswelt in Dortmund. Es gibt ein Findbuch.

### Wanderungen
1924 wurde Tombrock aus der Haft entlassen. Er begann sein Vagabundenleben und wanderte durch Deutschland, Österreich und Jugoslawien. Geld verdiente er mit der Anfertigung von Zeichnungen, die er für ein Butterbrot, einen Teller Suppe oder wenige Pfennige verkaufte. Die Objekte seiner Kunst lernte er auf der Straße kennen: Penner, Huren, Krüppel, Säufer, Landstreicher und andere Tippelbrüder. 1928 traf er Gregor Gog, den Begründer der Bruderschaft der Vagabunden. Gog hatte einen großen Einfluss auf Tombrock. Er gab ihm neue schöpferische und politische Impulse. Nun wollte er das Leiden und das Schicksal der Armen und Unterdrückten in seiner Kunst darstellen. Auch seine erste größere Arbeit, die Vagabundenmappe veröffentlichte Tombrock 1928. In der Zeit von 1929 bis 1931 entstanden auch die ersten Eulenspiegel-Bilder. 1930 erwarb die Kunsthalle Mannheim seine aquarellierte Kreidezeichnung Eulenspiegel III im Entstehungsjahr. Auf seiner Wanderschaft wurde Tombrock zeitweise von dem Schriftsteller Paul Polte begleitet. Tombrock wohnte zu dieser Zeit mit Frau und Sohn in Dortmund.

### Exil
1933 floh Tombrock vor den Nationalsozialisten in die Schweiz. 1934 reiste er auf die Kanarischen Inseln um ein Lungenleiden auszukurieren. Über Österreich, die Tschechoslowakei, Polen, Lettland und Estland migrierte er schließlich mit seiner Familie nach Schweden. Dort ließ er sich 1937 mit Frau und Kind in der Nähe Stockholms nieder. Von den Nazis wurde ihm die deutsche Staatsbürgerschaft aberkannt, und 1937 wurde in der Aktion „Entartete Kunst“ siebzehn Zeichnungen Tombrocks aus dem Städtischen Museum Aachen, dem Hessisches Landesmuseum Darmstadt, dem Städtischen Kunst- und Gewerbemuseum Dortmund, den Kunstsammlungen der Stadt Düsseldorf, dem Städelschen Kunstinstitut und Städtische Galerie Frankfurt/Main, dem Provinzial-Museum Hannover, dem Kaiser-Friedrich-Museum Magdeburg und dem Märkischen Museum Witten beschlagnahmt und zerstört.
1939 lernte Tombrock Bertolt Brecht auf einer antifaschistischen Diskussionsveranstaltung kennen. Zwischen den beiden entwickelte sich eine Freundschaft und eine fruchtbare Zusammenarbeit, die ihren Höhepunkt in der Illustration von Brechts Das Leben des Galilei fand. 1941 wanderte Brecht in die USA aus, Tombrock wurde die Ausreise in die USA verweigert. Am 10. Oktober 1946 kehrte Tombrock mit seiner Ehefrau Tina und der gemeinsamen Tochter Solveig nach Dortmund zurück. Seine erste Anlaufstelle in Aplerbeck waren seine früheren Weggenossen wie Hans und Anton Kalt.
Die Stockholmer Zusammenarbeit mit Brecht spiegelt sich in Peter Weiss’ Roman Die Ästhetik des Widerstands wider, in dem Brecht und Tombrock als Figuren der Handlung agieren.

### Hörder Malerschule
1947 gründete er seine Schule für Bildende und Angewandte Kunst Dortmund. Standort der Schule war zunächst die Stiftsschule in Hörde, später das Gebäude des ehemaligen Heereszeugamtes in Aplerbeck (heute Standort des Materialprüfungsamtes NRW). Als Lehrer waren neben Tombrock an dieser Schule tätig: Will Schwarz (Architekt), Karel Niestrath, Curt Doehler, Heinrich Adolfs (Bildhauer), Willy Willmann (Bühnenbildner), Otto May, Erich Ludwig (Maler), Bernhard Temming (Graphiker). Seine Schüler kamen nicht nur aus Dortmund, sondern auch aus Düsseldorf, Altenberg, Gelsenkirchen und anderen Städten. Ein bekannter Dortmunder Schüler war Walter Demgen.

### Professuren
1949 ging Tombrock in die DDR und lehrte an der staatlichen Hochschule für Baukunst und bildende Künste in Weimar. 1952 bis 1953 lehrt er an der Hochschule für angewandte Kunst in Berlin-Weißensee. Auch Brecht lebte dort seit 1949. Beide setzten ihre Zusammenarbeit fort.
1953 verließ Tombrock die DDR, deren ideologische Enge er nicht mehr aushielt, und ging mit einem Großteil seiner Schüler in den Westen. Er lebte und arbeitete als freier Künstler in Hamburg, Dortmund und Stuttgart, hielt sich aber auch mehrfach für längere Zeit zum Malen auf den kanarischen Inseln und in Marokko auf.

## Werke (Auswahl)
- Servus, 1928
- Streikende Bergarbeiter, weiße Kreide und Holzkohle auf Karton, 1930
- Eingeschlafener Arbeiter am Tisch Kohlezeichnung, 1931
- Mutter mit Kind vor Stadtlandschaft Farbige Kreidezeichnung auf leichtem Karton, 1937
- Illustration: Bert Brecht Das Leben des Galilei, 1939
- Don Quichotte Radierung, 1939
- Krieg (Zeichnung, 1939; im Bestand des Berliner Kupferstichkabinetts)
- Zeche Helena-Alten Essen Verschiedene Techniken auf Karton, 1962
- Schärenlandschaft mit alter Hütte Öl auf Hartfaserplatte, 1965
- Südlandschaft Landschaft, Öl auf Hartfaserplatte, 1966

## Ausstellungen
- Gemeinschaftsausstellung der Künstlergruppe Bruderschaft der Armut, 21. Mai 1929 im Kunsthaus Hirlinger, Stuttgart
- Hans Tombruck – Landschaften / Gesichter / Kompositionen / Menschen / zu den Zeitläufen und zu Bertolt Brecht, Oktober bis November 1965, Galerie im Stadthaus Südwall, Dortmund
- Wohnsitz Nirgendwo, Museum am Ostwall, 1982
- Hans Tombrock und seine Kunstschule, 3. bis 29. Februar 1996, Rathaus Dortmund am Friedensplatz
- Bilder der Armut, zum 30. Todestag, November 1996, Familienbildungsstätte Ahlen
- Bertolt Brecht und Hans Tombrock – Eine Künstlerfreundschaft im skandinavischen Exil, 2004, Berlin – Ausstellung des Fritz-Hüser-Institutes Dortmund.
- Bertolt Brecht und Hans Tombrock – Eine Künstlerfreundschaft im skandinavischen Exil, Februar bis April 2006 im Arbetets Museum Laxholmen, Norrköping, Schweden – Ausstellung des Fritz-Hüser-Institutes, Dortmund
- Bertolt Brecht und Hans Tombrock – Wanderausstellung der schwedischen „Folkets hus och parker“ durch 10 verschiedene schwedische Volkshäuser, September 2006 bis April 2007 – Ausstellung des Fritz-Hüser-Institutes, Dortmund
- Bertolt Brecht und Hans Tombrock – Eine Künstlerfreundschaft im skandinavischen Exil, 9. September – 16. Dezember 2007 im LWL-Industriemuseum Zeche Zollern, Dortmund – Ausstellung des Fritz-Hüser-Institutes, Dortmund
- Bertolt Brecht und Hans Tombrock – Eine Künstlerfreundschaft im schwedischen Exil, 19. September bis 5. Oktober 2008 im Haus Sankt Martin am Autoberg, Facheinrichtung für Wohnungslose, Frankfurter Straße 43, 65795 Hattersheim am Main, Ausstellung des Fritz-Hüser-Instituts, Dortmund.

## Darstellung Tombrocks in der bildenden Kunst (Auswahl)
- Emil Stumpp: Hans Tombrock (Kreide-Lithographie, 1931)[8]

## Sonstiges

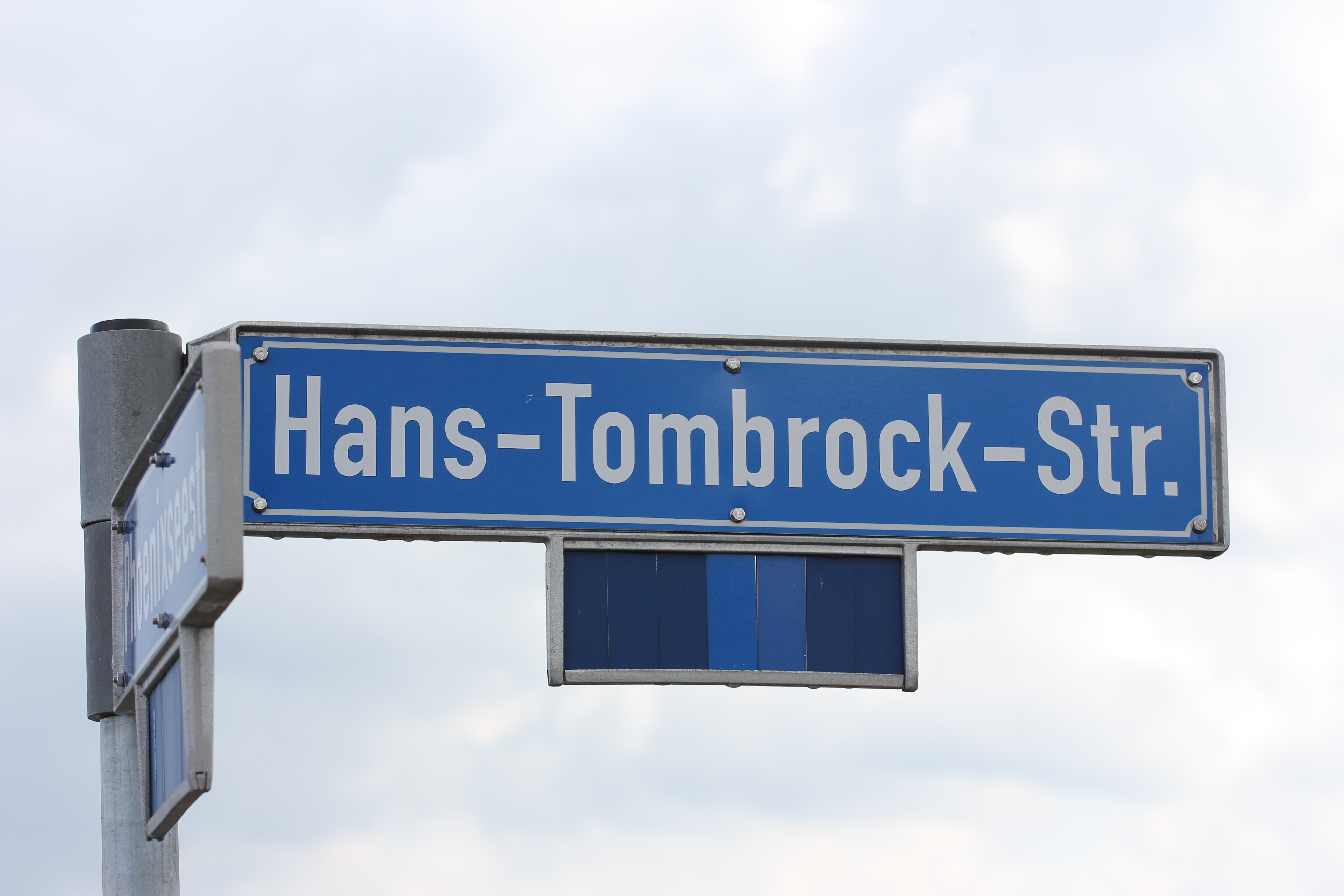
Hans-Tombrock-Straße in Hörde

Die Stadt Dortmund benannte die neue Zufahrtsstraße zum Segelhafen am Südufer des Phoenix-Sees in Dortmund-Hörde nach ihm. Die Hans-Tombrock-Straße führt von der Hermannstraße zur Phoenixseestraße.